# Hampton (condado de Rockingham)
Hampton es un lugar designado por el censo ubicado en el condado de Rockingham en el estado estadounidense de Nuevo Hampshire. En el Censo de 2010 tenía una población de 9.656 habitantes y una densidad poblacional de 692,72 personas por km².

## Geografía
Hampton se encuentra ubicado en las coordenadas 42°56′38″N 70°49′31″O / 42.94389, -70.82528. Según la Oficina del Censo de los Estados Unidos, Hampton tiene una superficie total de 13.94 km², de la cual 13.74 km² corresponden a tierra firme y (1.41%) 0.2 km² es agua.

## Demografía
Según el censo de 2010, había 9.656 personas residiendo en Hampton. La densidad de población era de 692,72 hab./km². De los 9.656 habitantes, Hampton estaba compuesto por el 96.13% blancos, el 0.68% eran afroamericanos, el 0.14% eran amerindios, el 1.43% eran asiáticos, el 0.06% eran isleños del Pacífico, el 0.42% eran de otras razas y el 1.13% pertenecían a dos o más razas. Del total de la población el 1.81% eran hispanos o latinos de cualquier raza.